# Begonia gracilior
Espèce
Begonia gracilior est une espèce de plantes de la famille des Begoniaceae.
L'espèce fait partie de la section Quadriperigonia.
Elle a été décrite en 2001 par Utley - Kathleen Burt-Utley et Rogers McVaugh (1909-…).

## Répartition géographique
Cette espèce est originaire du pays suivant : Mexique.